# Johannes Bergersen
Johannes Olav Bergersen, född 24 juli 1874, död 19 april 1936, var en norsk politiker.
Bergersen var ursprungligen hyvleriarbetare, var 1913-1918 och 1922-1934 ledamot av Stortinget, president i Odelstinget 1928-1929 och statsrevisor 1918-1934. 1922-1927 var han parlamentarisk ledare för Norges Socialdemokratiske Arbeiderparti, som på grund av sin vägran att ansluta sig till den kommunistiska internationalen utgjorde ett självständigt parti skiljt från Arbeiderpartiet. Berger var även i samtiden en av Norges mest kända pacifister.